# Chadidża
Chadidża bint Chuwajlid (555 – 619) – pierwsza żona proroka Mahometa, a do swej śmierci jego jedyna małżonka; córka Chuwajlida ibn Asada i Fatimy bint Zaida.

## Życiorys
Wywodziła się z rodziny wyznającej judaizm, sama jednak Żydówką nie była. Z faktu, że od jej ślubu z Mahometem do jej śmierci prorok był monogamistą, powstała teoria, że mogła być chrześcijanką. Po ojcu, Chuwajlidzie (zm. 585), najzamożniejszym kupcu w Mekce, wysyłającym karawany do Syrii i do Jemenu, odziedziczyła olbrzymią fortunę. Po matce, Fatimie bint Zaidzie (zm. 575), była krewną, jakkolwiek daleką, proroka Mahometa. Tradycja muzułmańska zastrzega, z wielkiego szacunku do Chadidży, że pierwsza żona proroka nigdy nie wyznawała wielobóstwa, ani nie oddawała czci idolom staroarabskim. Obdarza Chadidżę zaszczytnymi tytułami Amirat Kurajsz (arab. 'księżniczka Kurajszytów') i At-Tahira (arab. 'czysta'). Wraz z pierwszym mężem Chadidża zajmowała się handlem na szlaku między Syrią a Mekką. Chadidża sama nie podróżowała z karawanami, lecz wysyłała swoich przedstawicieli handlowych. Jednym z nich był właśnie późniejszy prorok Mahomet. Według tradycji osobę Mahometa zarekomendować miał Chadidży jego stryj, u którego prorok się wychowywał, a zarazem ojciec przyszłego kalifa Alego, Abu Talib. Początkowo była pracodawczynią Mahometa, którego zatrudniła jako przewodnika karawan. Po owdowieniu, jako zamożna 40-letnia kobieta, zaproponowała swojemu młodszemu pracownikowi małżeństwo (595 r.) Tradycja utrzymuje, że dzieliła ich różnica 15 lat; jest to jednak informacja niezbyt wiarygodna, gdyż w Arabii przed islamem większą wagę przy określaniu dat urodzin przywiązywano do miesięcy niż do lat. Swatem w imieniu Mahometa był według tradycji Abu Talib. Wspierała proroka w jego działalności i podtrzymywała na duchu, gdyż początkowo Mahomet swoje objawienia przypisywał Szatanowi. Tradycja muzułmańska wymienia ją jako jednego z pierwszych wyznawców islamu. Urodziła Mahometowi co najmniej troje dzieci – dwóch synów oraz córkę Fatimę (3 pierwsze córki Chadidży były prawdopodobnie z jej pierwszego małżeństwa). Przez wyznawców islamu Chadidża zaliczana jest do tzw. „czterech niezrównanych kobiet – muzułmanek” (wraz z Asiją, Marią i córką Mahometa, Fatimą).